# Otto Drechsler
Alwin Alexander Otto Drechsler (* 14. Juli 1837 in Ebeleben; † 24. Dezember 1902 in Sondershausen) war ein deutscher Verwaltungsjurist und Politiker.

## Leben
Drechsler war ein Sohn des Superintendenten Friedrich Ernst Drechsler (1799–1883) und dessen Frau Amalia Dorothea Therese geb. Weißgerber. Er war evangelisch-lutherischen Glaubens und heiratete am 20. November 1865 in Ebeleben Helene Walter (* 14. Oktober 1846 in Ilfeld), die Tochter des Apothekers Georg Walter in Wiegendorf bei Ilfeld. Sein Bruder Thilo (1828–1896) war zweiter Bürgermeister von Sondershausen; August Henning Drechsler war ein Onkel.
Drechsler studierte von Ostern 1856 bis Ostern 1859 zunächst in Göttingen und anschließend in Jena Rechtswissenschaft und wurde im August 1859 Akzessist beim Justizamt Ebeleben. 1861 bestand er das zweite Staatsexamen mit der Note „gut“ und wurde Auditor beim Justizamt Gehren. Ab 1866 war er Sekretär und ab 1871 Aktuar beim Landrat im Landkreis Gehren. 1871 wurde er Bezirkskommissair und zeitweise Stellvertreter des Landrats in Arnstadt. am 1. Juli 1878 wurde er kommissarisch und im August 1878 definitiv Landrat im Landkreis Arnstadt. Am 1. April 1889 wurde er zum Vorstand der II. Abteilung (Inneres) des Ministeriums des Fürstentums Schwarzburg-Sondershausen berufen. Bis zum 21. November 1894 war zugleich für die III. Abteilung (Finanzen) zuständig. Am 1. August 1899 trat er in den Ruhestand.
Zwischen 1882 und 1902 war er Mitglied und langjährig Vorsitzender des Aufsichtsrats der Schwarzburgischen Landesbank in Sondershausen.
Vom 8. Dezember 1873 bis 1878 und vom 15. November 1880 bis zum 31. März 1889 war er Abgeordneter des Schwarzburg-Sondershäuser Landtags, in dem er vom 15. November 1880 bis zum 31. März 1989 Landtagspräsident war.

## Auszeichnungen
- Geheimer Regierungsrat (1888)
- Staatsrat (1889)
- Geheimer Staatsrat (1896)
- Schwarzburgisches Ehrenkreuz III. Klasse (1880), II. Klasse (1888), I. Klasse (1890)
- Preußischer Kronenorden III. Klasse (1887)
- Ehrenbürger der Stadt Sondershausen (1899)

## Nachweise
1. ↑  Todesanzeige und Nachruf in Der Deutsche. Zeitung für Thüringen und den Harz vom 24. Dezember 1902, Nr. 301.
2. ↑  Todesanzeige und Nachruf in Der Deutsche. Zeitung für Thüringen und den Harz vom 26. Mai 1896, Nr. 121.
3. ↑  Die Matrikel der Georg-August-Universität zu Göttingen 1837–1900. Hildesheim 1974, S. 206.
4. ↑  Verzeichnis der Studierenden in Jena No. 65 WS 1858/59.

| Personendaten    | Personendaten                             |
| ---------------- | ----------------------------------------- |
| NAME             | Drechsler, Otto                           |
| ALTERNATIVNAMEN  | Drechsler, Alwin Alexander Otto           |
| KURZBESCHREIBUNG | deutscher Verwaltungsjurist und Politiker |
| GEBURTSDATUM     | 14. Juli 1837                             |
| GEBURTSORT       | Ebeleben                                  |
| STERBEDATUM      | 24. Dezember 1902                         |
| STERBEORT        | Sondershausen                             |